# Orquestra de Baja California
A Orquestra de Baja California é uma orquestra do México, no estado de Baja California. É uma orquestra de câmara que conta de 17 até 40 músicos e é conduzida pelos maestros Angel Romero, Ivan del Prado (que também é o diretor musical da Orquestra Sinfônica Nacional de Cuba) e Armando Pesquiera.